# Международный музей уксуса
Международный музей уксуса (англ. International Vinegar Museum) — музей в американском городе Рослин (штат Южная Дакота), посвящённый уксусу и всему, что с ним связано.

## История
Музей был основан в 1999 году благодаря энтузиазму Лоуренса Диггса (Lawrence Diggs). Однажды попробовав бальзамический уксус, Лоуренс Диггс сделал его изучение смыслом своей жизни. Путешествуя по миру, он изучал исторические, экономические и социальные аспекты популярности уксуса. В 1989 году Диггс переехал в город Рослин, где при содействии местной некоммерческой организации по развитию бизнеса (CARE) и открыл свой музей. Музей находится в одноэтажном кирпичном здании 1936 года постройки, в котором ранее располагался городской исторический зал. Здание входит в Национальный реестр исторических мест США.

## Экспозиция
Основу экспозиции составляют несколько сотен бутылок уксуса (350 разновидностей) со всего мира. Кроме того, посетители могут увидеть разнообразную керамическую и стеклянную тару из под уксуса, документы, фотографии и произведения искусства, связанные с уксусом. Экскурсия по музейному залу позволяет узнать историю появления уксуса, технологии его приготовления, различные варианты использования уксуса не только в кулинарии, но и в быту. При музее работает сувенирная лавка по продаже уксуса, одежды и произведений искусства.
Каждый год в июне в музее проходит ежегодный «Фестиваль уксуса», программа которого включает в себя множество мероприятий:
- торжественный парад
- конкурс красоты «Королева Уксуса»
- кулинарные мастер-классы
- дегустации уксуса
- концертные и другие развлекательные мероприятия